# Euphorbia budensis
Euphorbia budensis är en törelväxtart som beskrevs av T.Simon. Euphorbia budensis ingår i släktet törlar, och familjen törelväxter.
Artens utbredningsområde är Ungern. Inga underarter finns listade i Catalogue of Life.